# Poias
Poias (altgriechisch Ποίας Poías), Sohn des Thaumakos oder des Phylakos, Gemahl der Methone und Vater des Philoktetes, ist eine Gestalt der griechischen Mythologie.
Bei der Heimfahrt der Argonauten tötete er den Riesen Talos. Der eherne Wächter wollte die Reisenden daran hindern, auf Kreta zu landen. Poias schoss einen Pfeil auf den Pfropfen in der Ferse des Riesen, welcher dessen lebenspendenden „Blutkanal“ verschloss.
Gemäß der Bibliotheke des Apollodor war Poias auch derjenige, der den Scheiterhaufen des Herakles entzündete, nachdem niemand sonst diesen Dienst hatte erweisen wollen. Der Argonaut erhielt dafür den Bogen des Halbgottes. Andere Quellen schreiben die Tat seinem Sohn Philoktetes zu und lassen ihn auf diese Weise in den Besitz des Bogens und der Pfeile kommen oder verteilen das Geschehen derart, dass Poias den Dienst erweist, Philoktetes aber den Bogen erhält.